# Епархия Танджунгселора
Епархия Танджунгселора (лат. Dioecesis Tanjungselorensis) — епархия Римско-Католической церкви с центром в городе Танджунгселор, Индонезия. Епархия Танджунгселора входит в митрополию Самаринды.

## История
22 декабря 2001 года Римский папа Иоанн Павел II издал буллу Ad aptius consulendum, которой учредил епархию Танджунгселора, выделив её из епархии Самаринды. В этот же день епархия Палангкараи вошла в митрополию Понтианака.
14 января 2003 года епархия Танджунгселора вошла в митрополию Самаринды.

## Ординарии епархии
- епископ Юстинус Харджосусанто [1](22.12.2001 — 16.02.2015);
- епископ Паулин Ян Олла (с 16.02.2015 — по настоящее время).